# АСЕА
«ASEA» (швед. Allmänna Svenska Elektriska Aktiebolaget — Загальна шведська електрична акціонерна компанія) — шведське промислове підприємство, великий виробник електротехнічної продукції, машин, трамваїв, електровозів тощо. Було найбільшим монополістичним об'єднанням в електротехнічній промисловості Швеції.
У компанії у 1915 почав свою професійну кар'єру Борис Гагелін — шведський підприємець, винахідник пристроїв шифрування.
У 1988 злилася з швейцарською компанією Brown, Boveri & Cie, з утворенням компанії ASEA-Brown Boveri (ABB). ASEA продовжує існувати, але тепер уже як холдингова компанія, що володіє 50% акцій ABB.